# Friedrich Christian (Brandenburg-Bayreuth)

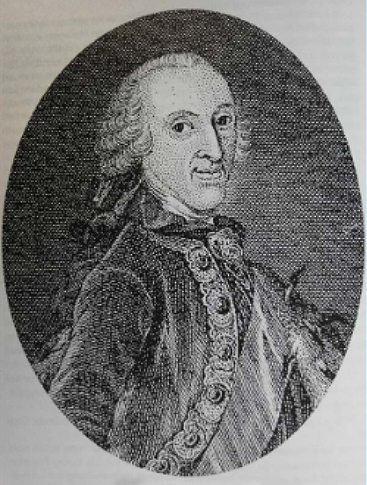
Porträt des Markgrafen

Friedrich Christian von Brandenburg-Bayreuth (* 17. Juli 1708 in Weferlingen; † 20. Januar 1769 in Bayreuth) war Markgraf des fränkischen Fürstentums Bayreuth, dänischer und preußischer Generalleutnant sowie kaiserlicher Generalfeldzeugmeister.

## Leben
Friedrich Christian war der Sohn des Markgrafen Christian Heinrich von Brandenburg-Kulmbach und dessen Ehefrau Sophie Christiane (1667–1737), Tochter von Albrecht Friedrich Graf von Wolfstein (1644–1693). Friedrich Christian war der Onkel seines Vorgängers Friedrich (der ohne männliche Nachkommen starb) und jüngster Bruder des Markgrafen Georg Friedrich Karl. Er stammte aus dem Kulmbach-Bayreuther Zweig der jüngeren Linie (Weferlinger Linie) der fränkischen Hohenzollern.
Friedrich Christian galt als Sonderling und schwarzes Schaf der Familie. Zum Zeitpunkt des Todes seines Neffen Markgraf Friedrich (1763) lebte er zurückgezogen als dänischer Generalleutnant in Wandsbek bei Hamburg und war auf Regierungsaufgaben im Fürstentum Bayreuth nicht vorbereitet.
Von 1731 bis 1741 residierte der dem Pietismus, der Malerei und der Musik verbundene Friedrich Christian meist im Schloss zu Neustadt an der Aisch, wo ihm zwei Töchter von der anhaltischen Prinzessin Viktoria Charlotte von Anhalt-Bernburg-Schaumburg-Hoym geboren wurden. Dieser Aufenthalt in Neustadt brachte ihm den spöttisch gemeinten Beinamen „der Prinz von Neustadt“ ein. Aus dieser Neustädter Zeit sind zwei Vorgänge überliefert: die Schussaffäre und die Rebscher-Affäre. Bei der Schussaffäre handelte es sich um mehrere Schüsse die Friedrich Christian auf einen Justizbeamten abgab, von dem er sich übergangen fühlte. Die Kugeln durchschlugen das Fenster der Schreibstube und blieben in den Akten stecken. Dem Justizbeamten ist außer einem Schrecken kein Leid geschehen, allerdings musste sich Friedrich Christian dafür verantworten und wurde mehrere Wochen auf der Plassenburg inhaftiert. Bei der Rebscher-Affäre handelte es sich um einen Ehebruch der Viktoria Charlotte mit einem Bediensteten namens Rebscher. Das flog auf, der Rebscher wurde für mehr als 20 Jahre eingesperrt und die Viktoria Charlotte zu ihren Eltern zurückgeschickt. Friedrich Christian residierte weiter in Neustadt, wo auch seine zwei Töchter lebten, von denen die 1737 geborene jüngere schon im Alter von 6 Monaten starb. (Weil die Mutter weggeschickt wurde?) Nach einem Streit mit der Maitresse des regierenden Neffen zog er nach Dänemark, wo seine Schwester Magdalene mit dem dortigen König verheiratet war. Durch seinen Schwager wurde Friedrich Christian dann zum Oberst in Wandsbek und später zum Feldmarschall in Kopenhagen befördert. Sein Residenzrecht in Neustadt behielt der Prinz bis 1758.
Nach der Regierungsübernahme 1763 in Bayreuth versuchte er die zerrütteten Finanzen zu stabilisieren. Er reduzierte drastisch den Hofstaat. Die meisten Künstler (z. B. Carl von Gontard) gingen nach Berlin an den Hof Friedrichs des Großen. Fast alle Bauarbeiten an den Schlössern und Gärten kamen zum Erliegen. Bayreuth versank wieder in der Provinzialität.
Friedrich Christian verstarb ohne männliche Nachkommen, so dass das Fürstentum Bayreuth an den Ansbacher Zweig der Familie ging. Am 9. Februar 1769 wurde er in Himmelkron in der Fürstengruft beigesetzt.

### Musik
Offenbar wurden aber von ihm die Instrumentalisten und die Cammer-Musik gefördert, wie der Jüngste der musikalischen Kleinknecht-Familie in seiner Selbstbiographie mitteilt. Markgraf Friedrich Christian behielt die Kapellmusiker, darunter Musikdirektor Jakob Friedrich Kleinknecht und Konzertmeister Johann Wolfgang Kleinknecht. Der Flötist Johann Stephan Kleinknecht schreibt über diese Zeit, er habe bei den „gewöhnlichen wöchentlichen vier Hofmusiken“ in einem Jahr einmal mehr als „hundert und etliche siebenzig Konzerte gespielt“. Friedrich Christian stellte erstmals, laut Hofkalender dieser Jahre, offiziell Musik-Kopisten an.

### Orden
Am 6. Juni 1731 wurde er vom dänischen König mit dem Elefanten-Orden ausgezeichnet. Außerdem war er seit März 1763 Ritter des Schwarzen Adlerordens sowie Ritter des Ordens vom Weißen Adler.

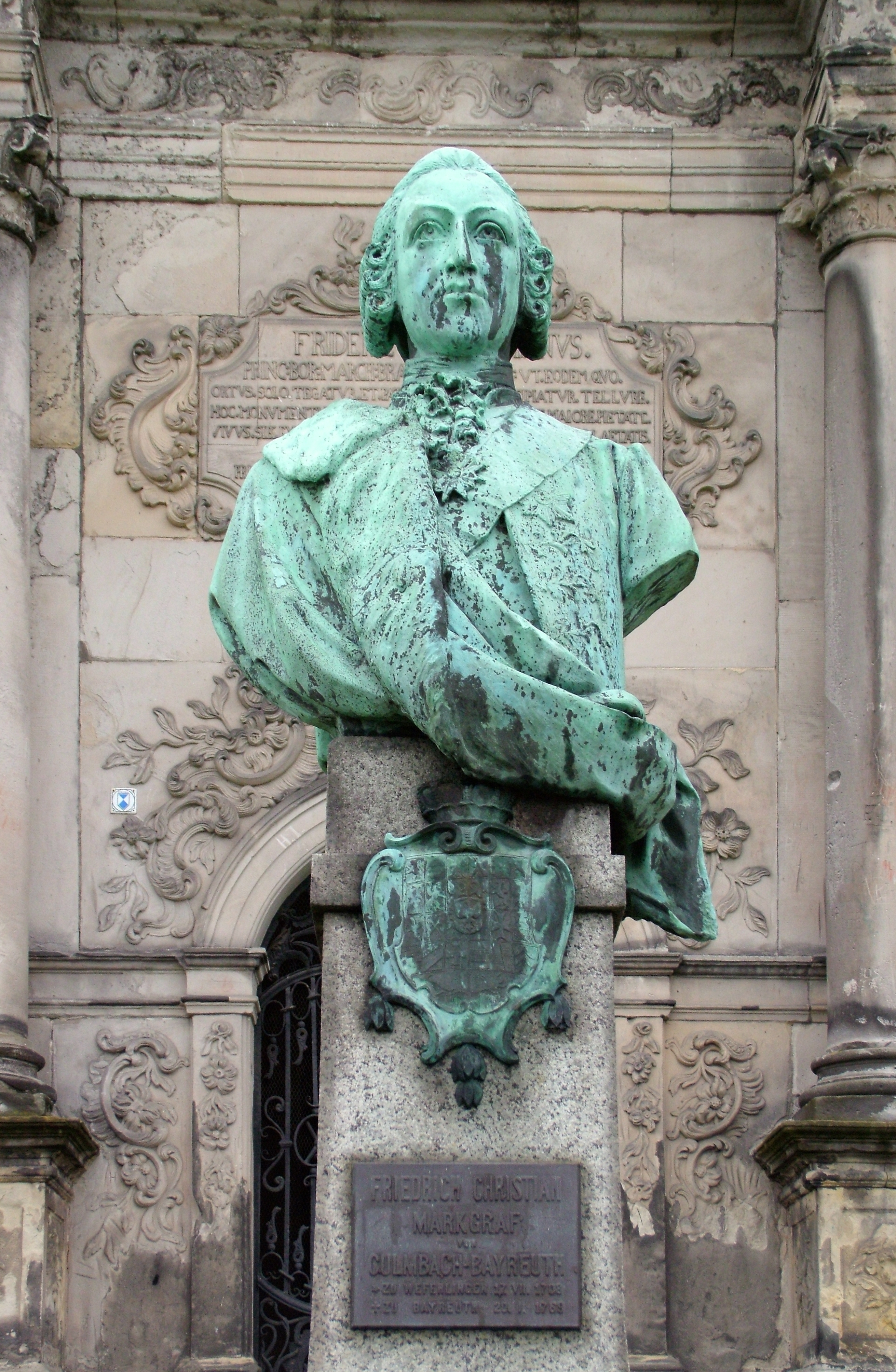
Denkmal für Friedrich Christian in Weferlingen

## Nachkommen
Friedrich Christian heiratete Viktoria Charlotte (1715–1792), Tochter des Fürsten Viktor I. Amadeus von Anhalt-Bernburg-Schaumburg-Hoym (1693–1772):
- Christiane Sophie Charlotte (* 15. Oktober 1733 in Neustadt an der Aisch; † 8. Oktober 1757 in Jagdschloss Seidingstadt) ⚭ 20. Januar 1757 auf Schloss Christiansborg in Kopenhagen mit Ernst Friedrich III. Carl von Sachsen-Hildburghausen (1727–1780)
- Sophie Magdalene (* 12. Januar 1737 in Neustadt an der Aisch; † 23. Juli 1737 in Neustadt an der Aisch)